# Roxanne Shante
Roxanne Shante (nascida Lolita Shanté Gooden em 5 de março de 1970) é uma rapper americana. Nascida em Queensbridge no Queens, Nova Iorque, Shante ganhou atenção através das Roxanne Wars, uma série de batalhas envolvendo a personagem "Roxanne" e foi parte do grupo Juice Crew. O filme Roxanne Roxanne de 2018 é uma dramatização da vida de Shante.

## Filme
Uma cinebiografia dramatizada sobre a vida de Shante, Roxanne Roxanne, foi exibida pela primeira vez no Sundance Film Festival de 2017. A obra recebeu elogios da crítica e a atriz principal Chanté Adams ganhou o melhor desempenho por seu papel de Shante. O filme foi coproduzido por Forest Whitaker e Pharrell Williams, e foi escrito e dirigido por Michael Larnell. O filme foi comprado pelo estúdio Neon e seu lançamento geral foi no final de 2017.

## Discografia

### Álbuns
- Bad Sister (1989)
- The Bitch Is Back (1992)
- "Greatest Hits" (1995)

### Singles
- "Roxanne’s Revenge" (1984)
- "Queen of Rox (Shanté Rox On)" (1985)
- "Runaway" (1985)
- "Bite This" (1985)
- "I'm Fly Shanté" (featuring Steady B) (1986)
- "Def Fresh Crew" (1986)
- "Pay Back" (1987)
- "Have a Nice Day" (1987) (UK #58)
- "Go On, Girl" (1988) (UK #55)
- "Loosey's Rap" (com Rick James) (1988)
- "Sharp as a Knife" (com Brandon Cooke) (1988) (UK #45)
- "Live on Stage" (1989)
- "Independent Woman" (1990)
- "Go On Girl" (1990) (re-issue) (UK #74)
- "Big Mama" (1992)
- "Straight Razor" (1992)
- "What's Going On" (com Mekon) (2000) (UK #43)
- "Yes Yes, Y'all" (com Mekon) (2006)
- "Queen Pin" (1996)[6]

### Coletâneas
- Colors (trilha sonora) (1988)
- Lean on Me (trilha sonora) (1989)
- Girls Town (trilha sonora) (1996)